# Anna Huber
 (juin 2023).
La mise en forme du texte ne suit pas les recommandations de Wikipédia : il faut le « wikifier ».
Les points d'amélioration suivants sont les cas les plus fréquents. Le détail des points à revoir est peut-être précisé sur la page de discussion.
- Les titres sont pré-formatés par le logiciel. Ils ne sont ni en capitales, ni en gras.
- Le texte ne doit pas être écrit en capitales (les noms de famille non plus), ni en gras, ni en italique, ni en « petit »…
- Le gras n'est utilisé que pour surligner le titre de l'article dans l'introduction, une seule fois.
- L'italique est rarement utilisé : mots en langue étrangère, titres d'œuvres, noms de bateaux, etc.
- Les citations ne sont pas en italique mais en corps de texte normal. Elles sont entourées par des guillemets français : « et ».
- Les listes à puces sont à éviter, des paragraphes rédigés étant largement préférés. Les tableaux sont à réserver à la présentation de données structurées (résultats, etc.).
- Les appels de note de bas de page (petits chiffres en exposant, introduits par l'outil «  Source ») sont à placer entre la fin de phrase et le point final[comme ça].
- Les liens internes (vers d'autres articles de Wikipédia) sont à choisir avec parcimonie. Créez des liens vers des articles approfondissant le sujet. Les termes génériques sans rapport avec le sujet sont à éviter, ainsi que les répétitions de liens vers un même terme.
- Les liens externes sont à placer uniquement dans une section « Liens externes », à la fin de l'article. Ces liens sont à choisir avec parcimonie suivant les règles définies. Si un lien sert de source à l'article, son insertion dans le texte est à faire par les notes de bas de page.
- La présentation des références doit suivre les conventions bibliographiques. Il est recommandé d'utiliser les modèles {{Ouvrage}}, {{Chapitre}}, {{Article}}, {{Lien web}} et/ou {{Bibliographie}}. Le mode d'édition visuel peut mettre en forme automatiquement les références.
- Insérer une infobox (cadre d'informations à droite) n'est pas obligatoire pour parachever la mise en page.

Pour une aide détaillée, merci de consulter Aide:Wikification.
Si vous pensez que ces points ont été résolus, vous pouvez retirer ce bandeau et améliorer la mise en forme d'un autre article.
Anna Huber, née le 18 février 1965 à Zurich, est une danseuse et chorégraphe suisse.
Elle est récipiendaire de l'Anneau Hans-Reinhart et du Prix suisse de danse et de chorégraphie.

## Biographie
Anna Huber naît le 18 février 1965 à Zurich. Son père est architecte ; sa mère, enseignante de la méthode Feldenkrais. Elle a deux sœurs : la première, Susanne, est pianiste ; la seconde est comédienne et musicienne.
Elle grandit à Berne où elle suit, après ses études gymnasiales, des cours de danse avec Beatrice Tschumi et Leonie Stein. Elle poursuit sa formation au ch-Tanztheater de Zurich de 1985 à 1988. Par la suite, elle étudie le butô auprès de Kazuo Ohno, la performance avec Meg Stuart et Susanne Linke, ou la danse contemporaine auprès de Saburo Teshigawara.
De 1989 à 2008[réf. nécessaire], elle vit et travaille à Berlin. Elle danse avec l'ensemble du Théâtre d'État de Cottbus (de) de 1992 à 1994, notamment dans les créations de Jo Fabian : Simple Swan (1992) et Losstills, verlorene stilleben (1993). En 1995, elle est au Théâtre Hebbel (de) de Berlin dans une autre production de Jo Fabian, intitulée Die Hawking Variante. En 1996, elle chorégraphie avec Helena Waldmann (de) la pièce: Face…à.
Elle développe à partir de 1993 ses propres recherches chorégraphiques et obtient une première reconnaissance internationale en 1995[réf. nécessaire] avec sa production solo In zwischen Räumen. En 2002, elle chorégraphie Umwege, performance qui s'adapte et s'approprie l'espace architectural du lieu de représentation. Ce principe est repris en duo dans Timetraces[réf. nécessaire].
De 2007 à 2010, elle effectue plusieurs résidences à la Dampfzentrale de Berne dans le cadre du programme Projekt Tanz.[réf. nécessaire] Une rétrospective de ses œuvres est exposée au début mai 2007 au Théâtre de Winterthour (de).
Elle occupe en 2008, 2013 et 2021 la chaire "Valeska-Gert" à la Freie Universität Berlin comme professeure invitée pour les arts de la danse et de la performance.

## Chorégraphies
- 1993 : DualLein
- 1994 : Brief
- 1995 : In zwischen Räumen
- 1996 : Brief Letters
- 1998 : Unsichtbarst
- 1999 : Die Anderen und die Gleichen, première chorégraphie pour un ensemble
- 1999 : L'Autre et moi, avec Lin Yuan Shang
- 2001 : Stück mit Flügel, avec Susanne Huber au piano
- 2001 : Two,too, avec Kristýna Lhotáková
- 2002 : Umwege, avec Fritz Hauser aux percussions
- 2004 : Wolkenstück, pièce pour cinq danseurs[6]
- 2004 : Hierundoderhierundoderherundoderthere / two ones, avec Kristýna Lhotáková
- 2005 : Trois de pas
- 2006 : Handundfuss, avec Fritz Hauser aux percussions[7]
- 2008 : Eine Frage der Zeit[8]
- 2009 : Timetraces, avec Martin Schütz
- 2010 : Tasten, avec Susanne Huber et André Thomet aux pianos[9]
- 2011 : Aufräumarbeiten im Wasserfal, avec Yves Netzhammer
- 2013 : Zwischen jetzt, avec Isabel Mundry, pièce pour cinq danseurs
- 2015 : Tabula rasa, avec Chris Lechner ; Musique: Martin Schütz au violoncelle, Julian Sartorius aux percussions
- 2017 : Salle des horizons, avec Martin Schütz
- 2018 : Fingerdances, installation vidéo
- 2018 : Unsichtbarst[10]

## Prix et récompenses
- 1998 : titre de « jeune chorégraphe la plus remarquable » selon le magazine Ballett International/Tanz aktuell
- 2001 : Prix de soutien Ellys Gregor de la Société Mary Wigman, Allemagne
- 2002 : Anneau Hans-Reinhart
- 2002 : Prix de la critique Tanz-der-Dinge
- 2010 : Prix suisse de danse et de chorégraphie[9]

## Documentaire
- (de) Arthur Spirk, Berg und Geist - Anna Huber. Botschaften in den Raum getanzt, 2003, 3sat et SRF, 29 min.